# Тибетци
Тибетците са етническа група, принадлежаща към Тибет. Наброяват близо 7,8 милиона души. Много тибетски общества живеят извън Тибетския автономен регион в Китай, Непал, Индия и Бутан.
Официалният език на тибетците е тибетски, като голяма част от разновидностите му са взаимно разбираеми. Принадлежат към групата на тибетско-бирманските езици. Традиционната или митологична теория за произхода на тибетския народ е за съчетанието между две бодхисатва еманации: състрадателно същество с мъжка природа във формата на маймуна, Па Треглен Джангчуб Семпа смятан за проявление на Авалокитешвара и Ма Драг Синмо с женска природа съответно проявление на Тара. Смята се, че голяма част от Тибето-Бирма говорещите в Югозападен Китай, включително и тибетците са директни наследници на древния народ Цян. Повечето тибетци практикуват Тибетски Будизъм, но една малка част се уповават на по-старата религия наречена Бон. Съществува и малцинства от мюсюлмани. Тибетският будизъм е оказал голямо влияние върху изкуството, драматургията и архитектурата, докато труднодостъпната географска област, в която се намира Тибет, е въздействала върху медицината и кухнята.